# 완치컹
완치컹(중국어: 尹志強, 병음: Wan Chi Keung, 1956년 5월 1일 ~ 2010년 2월 16일)은 홍콩의 전 축구 공격수이자 배우였다.
1974년 홍콩의 사우스 차이나 AA에서 데뷔했으며, 1978년부터 1980년까지 세 차례 연속으로 홍콩 1부 리그의 최우수 선수로 선정되는 등 뛰어난 활약을 펼쳤다. 이후 1983년 세이코 SA로 이적해 활약하였고, 1986년 다시 사우스 차이나 AA로 복귀한 뒤 1988년 더블 플라워 FA로 팀을 옮겼다.
또한 1976년 홍콩 축구 국가대표팀에 정식으로 데뷔한 뒤, 1986년까지 총 32경기에 출전해 18골을 넣는 등 좋은 모습을 보여주면서 1970년대에서 1980년대까지 국가대표팀의 핵심 선수로 활약하며 '아시아 최고의 스트라이커'라는 찬사를 받기도 했다.
은퇴 이후 배우로 활약했으며, 무간도에서 양 경감 역을 맡는 등 많은 영화와 텔레비전 드라마에 주연으로서 출연했다. 또한 홍콩의 유명 여배우인 미셸 임과 결혼했다.
이후 1992년 비인두암으로 수술을 받은 뒤 투병 생활을 하다가 2010년 2월 16일 홍콩의 한 병원에서 기관 기능 저하로 사망했다.

## 출연 작품
- 《무간도 II: 혼돈의 시대》(2003) - 양 경감 역
- 《무간도 III: 종극무간》(2003) - 양 경감 역